# The Staircase (Miniserie)
The Staircase ist eine US-amerikanische Miniserie, die von Antonio Campos entwickelt wurde, basierend auf dem gleichnamigen Dokumentarfilm von Jean-Xavier de Lestrade aus dem Jahr 2004. In der Hauptrolle ist Colin Firth als Michael Iver Peterson zu sehen.
Am 5. Mai 2022 erschien die Serie im englischsprachigen Raum auf HBO Max und in Deutschland auf Sky Go.

## Handlung
Der Schriftsteller Michael Iver Peterson findet eines Tages seine Ehefrau Kathleen am Fuße der Treppe in ihrem Haus tot auf. Während die Verteidigung um Anwalt David Rudolf versucht Peterson zu entlasten, gerät auch die Familie nach anfänglicher Eintracht in Zweifel um die Todesumstände. Zudem möchte ein Filmteam aus Frankreich den Prozess begleiten.

## Besetzung und Synchronisation
Die deutschsprachige Synchronfassung entstand bei der TaunusFilm Synchron in Berlin nach Dialogbüchern von Ulrich Georg und Manja Condrus sowie unter der Dialogregie von Monica Bielenstein.

### Hauptbesetzung
| Rollenname            | Darsteller             | Porträt | Auftritt (Episoden) | Synchronsprecher    |
| --------------------- | ---------------------- | ------- | ------------------- | ------------------- |
| Michael Iver Peterson | Colin Firth            |         | 1–8                 | Tom Vogt            |
| Kathleen Peterson     | Toni Collette          |         | 1–8                 | Christin Marquitan  |
| David Rudolf          | Michael Stuhlbarg      |         | 1–8                 | Axel Malzacher      |
| Todd Peterson         | Patrick Schwarzenegger |         | 1–8                 | Amadeus Strobl      |
| Margaret Ratliff      | Sophie Turner          |         | 1–8                 | Marcia von Rebay    |
| Martha Ratliff        | Odessa Young           |         | 1–8                 | Sophie Lechtenbrink |
| Bill Peterson         | Tim Guinee             |         | 1–5, 7–8            | Bernd Vollbrecht    |
| Candace Zamperini     | Rosemarie DeWitt       |         | 1–4, 6, 8           | Vera Teltz          |
| Caitlin Atwater       | Olivia DeJonge         |         | 1–4, 6, 8           | Lina Rabea Mohr     |
| Freda Black           | Parker Posey           |         | 1–4, 7–8            | Marina Krogull      |
| Sophie Brunet         | Juliette Binoche       |         | 1–2, 4–8            | Maud Ackermann      |
| Clayton Peterson      | Dane DeHaan            |         | 1–2, 4–8            | Konrad Bösherz      |

### Nebenbesetzung
| Rollenname          | Darsteller           | Auftritte (Episoden) | Synchronsprecher |
| ------------------- | -------------------- | -------------------- | ---------------- |
| Tom Maher           | Justice Leak         | 1–5, 7               | Tobias Nath      |
| Lori Campbell       | Maria Brizzi         | 1–4, 6, 8            | Uschi Hugo       |
| Ron Guerette        | Robert Crayton       | 1–4, 7–8             | Bernd Egger      |
| Jim Hardin          | Colin Moss           | 1–4, 8               | Sven Gerhardt    |
| Fred Atwater        | Jason Davis          | 1–4                  | Stefan Krause    |
| Jean-Xavier         | Vincent Vermignon    | 1–2, 4–8             | Florian Clyde    |
| Becky               | Hannah Pniewski      | 1–2, 4–5, 7–8        | Friederike Walke |
| Dr. Deborah Radisch | Susan Pourfar        | 1, 4–7               | Silke Matthias   |
| Larry Pollard       | Joel McKinnon Miller | 1, 4–6               | Hans Hohlbein    |
| Art Holland         | Cory Scott Allen     | 1, 3–4, 6–8          | Felix Spieß      |

## Episodenliste
| Nr. (ges.) | Nr. (St.) | Deutscher Titel | Originaltitel                           | Erstausstrahlung | Deutschsprachige Erstausstrahlung (D) | Regie          | Drehbuch                          |
| ---------- | --------- | --------------- | --------------------------------------- | ---------------- | ------------------------------------- | -------------- | --------------------------------- |
| 1          | 1         | Notruf          | 911                                     | 5. Mai 2022      | 5. Mai 2022                           | Antonio Campos | Antonio Campos                    |
| 2          | 2         | Chiroptera      | Chiroptera                              | 5. Mai 2022      | 5. Mai 2022                           | Antonio Campos | Maggie Cohn                       |
| 3          | 3         | Heuchler        | The Great Dissembler                    | 5. Mai 2022      | 5. Mai 2022                           | Antonio Campos | Antonio Campos                    |
| 4          | 4         | Prozess         | Common Sense                            | 12. Mai 2022     | 12. Mai 2022                          | Antonio Campos | Emily Kaczmarek & Craig Shilowich |
| 5          | 5         | Überleben       | Beating Heart                           | 19. Mai 2022     | 19. Mai 2022                          | Leigh Janiak   | Craig Shilowich                   |
| 6          | 6         | Eule            | Red in Tooth and Claw                   | 26. Mai 2022     | 26. Mai 2022                          | Leigh Janiak   | Emily Kaczmarek                   |
| 7          | 7         | Zweifel         | Seek and Ye Shall                       | 2. Juni 2022     | 2. Juni 2022                          | Antonio Campos | Maggie Cohn                       |
| 8          | 8         | Geheimnis       | America’s Sweetheart or: Time Over Time | 9. Juni 2022     | 9. Juni 2022                          | Antonio Campos | Antonio Campos                    |

## Produktion
Die Entwicklung der Serie begann bereits 2019 durch Antonio Campos, der für die Serie neben seiner Tätigkeit als Drehbuchautor auch als Executive Producer fungieren sollte. Im November 2021 bestätigte er, dass unter den angefragten Anbietern HBO Max die Serie für sich gesichert hatte und diese nun zur Miniserie werden soll.
Nachdem ursprünglich Harrison Ford als Darsteller von Michael Iver Peterson feststand, wurde er später bei der Ankündigung von HBO Max durch Colin Firth ersetzt. Später schlossen sich weitere Darsteller, darunter Toni Collette, Michael Stuhlbarg, Juliette Binoche, Parker Posey, Patrick Schwarzenegger, Sophie Turner und Dane DeHaan der Besetzung an.
Die Dreharbeiten begannen am 7. Juni in Atlanta, Georgia und liefen bis November 2021.

## Rezeption

### Kritiken
Bei Rotten Tomatoes erhielt die Serie 93 % Zustimmung bei einer Durchschnittswertung von 7.80 von 10 Punkten, basierend auf 70 erfassten Kritiken. Beim Publikum kam sie auf eine Zustimmung von 57 %. Auf Metacritic erhielt die Serie eine Zustimmungswertung von 80 von 100 möglichen Punkten, basierend auf 29 Kritiken.
Die Adaption wurde von den Verantwortlichen des Dokumentarfilms bezüglich der akkuraten Darstellung der Ereignisse sowie der Beziehung mancher Figuren kritisiert, wobei Regisseur de Lestrade sich ebenfalls kritisch äußerte.

“We gave [Campos] all the access he wanted, and I really trusted the man. So that’s why today I’m very uncomfortable, because I feel, that I’ve been betrayed in a way.”

### Auszeichnungen
Emmy
- 2022
  - Nominierung: Bester Hauptdarsteller – Miniserie oder Fernsehfilm (für Colin Firth)
  - Nominierung: Beste Hauptdarstellerin – Miniserie oder Fernsehfilm (für Toni Collette)